# Hanston (Kansas)
Hanover es una ciudad ubicada en el de condado de Hodgeman en el estado estadounidense de Kansas. En el año 2010 tenía una población de 206 habitantes y una densidad poblacional de 294,29 personas por km².

## Geografía
Hanover se encuentra ubicada en las coordenadas 38°7′23″N 99°42′45″O / 38.12306, -99.71250 (38.122954, -99.712525).

## Demografía
Según la Oficina del Censo en 2000 los ingresos medios por hogar en la localidad eran de $38,125 y los ingresos medios por familia eran $43,571. Los hombres tenían unos ingresos medios de $30,000 frente a los $18,750 para las mujeres. La renta per cápita para la localidad era de $17,049. Alrededor del 8.4% de la población estaban por debajo del umbral de pobreza.